# Skaterdater
Pour plus de détails, voir Fiche technique et Distribution.
Skaterdater est un film américain réalisé par Noel Black, sorti en 1966.

## Synopsis
Une groupe de jeunes skaters font des figures dans la ville. L'un des garçons entre en collision avec une fille à vélo. Ils commencent à passer du temps ensemble, mais les amis du garçon ne comprennent pas cet amour naissant.

## Fiche technique
- Titre : Skaterdater
- Réalisation : Noel Black
- Scénario : Noel Black
- Musique : Mike Curb et Nick Venet
- Photographie : Michael D. Murphy
- Montage :
- Production : Marshall Backlar et Noel Black
- Société de production : Byway Productions
- Société de distribution : United Artists (États-Unis)
- Pays :  États-Unis
- Genre : Romance
- Durée : 17 minutes
- Dates de sortie : 
  -  France : mai 1966 (Festival de Cannes)

## Distribution
- Michael Mel
- Melissa Mallory : la fille à vélo
- Gregg Carroll
- Gary Hill
- Bill McKaig
- Gary Jennings
- Bruce McKaig
- Ricky Anderson

## Distinctions
Le film a reçu la Palme d'or du court métrage et le Grand Prix technique (conjointement avec Falstaff) lors du Festival de Cannes 1966. Il a également été nommé à l'Oscar du meilleur court métrage (prises de vues réelles).